# Jennifer Taylor
Jennifer Bini Taylor (Hoboken, 19 aprile 1972) è un'attrice e sceneggiatrice statunitense.

## Biografia
Di origini italiane, Jennifer Bini si spostò in Florida all'età di dieci anni. Nel 1995-1996 partecipò a Miss Florida USA, mentre nel 1998 recitò in Sex Crimes - Giochi pericolosi.
Sposata con Paul Taylor, Jennifer vive a Los Angeles. Ha due figli.

## Filmografia parziale

### Cinema
- Sex Crimes - Giochi pericolosi (1998)
- Maximum Bob (1998)
- Il genio (Holy Man), regia di Stephen Herek ((1998)
- Waterboy, regia di Frank Coraci (1998)
- The Disciples (1999)
- Nathan's Chioice (corto, 2001)
- Vizi di famiglia (Rumor Has It...), regia di Rob Reiner (2005)
- Nora Roberts - L'estate dei misteri (2011)
- 100,000 Zombie Heads (2012)
- Il fidanzato perfetto (2013)
- Ashley (2013)
- Zombie Night, regia di John Gulager (2013)
- Like a Country Song (2014)
- Appuntamento con la morte (2015)
- Street Level, regia di David Labrava (2015)
- Fair Haven, regia di Kerstin Karlhuber (2016)
- A Life Lived (2016)
- Emma's Chance (2016)
- Arlo: The Burping Pig (2016)
- Tutti i sospetti su mia madre (Stalked By my Mother), regia di Doug Campbell (2016)
- God's Not Dead: A Light in Darkness (2018)
- Lo specchio della vendetta (2018)
- Il lato oscuro della mia gemella (Twisted Twin) - film TV, regia di Jeff Hare (2020)
- Hostage House (2021)
- A Deadly Deed (2021)
- Christmas on Repeat (2022)
- Baby Dust (2023)
- Christine's Wager (2023)
- Unfaithful (2023)

### Telefilm
- Pacific Blue - serie TV, episodio 5x18 (1998)
- Miami Sands - soap opera, 3 puntate (1998-2002)
- Un detective in corsia (Diagnosis: Murder) - serie TV, episodio 7x21 (2000)
- Arli$$ - serie TV, episodio 5x12 (2000)
- Prima o poi divorzio! (Yes, Dear) - serie TV, episodio 1x03 (2000)
- Due uomini e mezzo (Two And a Half Man) - serie TV, 36 episodi (2003-2015)
- Streghe (Charmed) - serie TV, episodio 8x03 (2005)
- Las Vegas - serie TV, episodio 3x22 (2006)
- Ghost Whisperer - Presenze (Ghost Whisperer) - serie TV, episodio 3x11 (2008)
- Unhitched - serie TV, episodio 1x02 (2008)
- Burn Notice - Duro a morire (Burn Notice) - serie TV, 4 episodi (2012-2013)
- NCIS - Unità anticrimine (NCIS) - serie TV, episodio 12x23 (2015)
- Mom - serie TV, episodio 4x02 (2016)
- Shameless - serie TV, 6 episodi (2016-2018)
- Omicidi in Oklahoma, regia di Colin Edward Lawrence - film TV (2019)
- Febbre d'amore (The Young and the Restless) - soap opera, 2 puntate (2018-2019)
- Death's Door - serie TV, episodio 1x01 (2020)
- Il lato oscuro della mia gemella (Twisted Twin), regia di Jeff Hare - film TV (2020)
- Sydney to the Max - serie TV, episodio 2x20 (2020)
- Saved by Grace - serie TV, 5 episodi (2021)

## Doppiatrici italiane
Nelle versioni in italiano delle opere in cui ha recitato, Jennifer Taylor è stata doppiata da:
- Sabrina Duranti in Waterboy
- Gilberta Crispino in Due uomini e mezzo (ep.5x07)
- Daniela Abbruzzese in Due uomini e mezzo (s.6-7, ep.9x01, 12x15)
- Cristiana Lionello in Ghost Whisperer - Presenze
- Monica Gravina in Burn Notice - Duro a morire
- Laura Romano in NCIS - Unità anticrimine